# برج الظلام 6: أغنية سوزانا (رواية)
أغنية سوزانا هي رواية خيالية للكاتب الأمريكي ستيفن كينغ. تُعد الجزء السادس لسلسلة برج الظلام. تحمل الرواية عنوانًا فرعيًا هو الاستنساخ.

## ملخص الحبكة
تجري أحداث هذه الرواية بشكل أساسي في عالمنا الحالي (في مدينة نيويورك وشرق ستونهام في ولاية مين)، حيث تنتهي رواية ذئاب كالا (الجزء الخامس من سلسلة روايات برج الظلام) مع طلب الـ (كا-تي إي تي) مساعدة ماني من أجل فتح الباب السحري داخل كهف دورواي. يقسم الباب السحري الـ(كا-تي إي تي)، أو ربما تقوم الـ «كا» بذلك، ويُرسلوا إلى أماكن وأزمنة مختلفة من أجل تحقيق العديد من الأهداف الأساسية المتعلقة بالسعي نحو نصر برج الظلام الغامض.
تُحاصر ميا -الشيطان السابق- سوزانا دين في ذهنها وتجعلها امرأة مميتة بعد أن سيطرت على جسدها بعد فترة قصيرة من المعركة الأخيرة في رواية ذئاب كالا. تهرب سوزانا ميا -مع جسدها الذي يقع معظمه تحت سيطرة ميا- إلى نيويورك عام 1999 عبر الباب السحري الموجود في كهف دورواي بمساعدة بلاك ثيرتين. تخبر ميا سوزانا أنها أبرمت صفقة مع فاوست مع ريتشارد ساير من أجل تسليم خلودها الشيطاني مقابل قدرتها على إنجاب طفل. من الناحية الفنية، فإن هذا الطفل هو السليل البيولوجي لسوزانا دين والمسلح رولاند. تنتقل بذرة المقاتل إلى سوزانا بشكل أولي عن طريق حالة الجاثوم/السقوبة (وهي شيطانة زُعم أنها تضاجع الرجال أثناء نومهم). على الرغم من أهمية النسبية الفنية لطفلها بالنسبة إلى ميا، لأن الملك القرمزي وعدها أيضًا بأنها ستكون هي المسؤولة الوحيدة عن تربية الطفل موردرد في الفترة الأول من حياته، توقع الملك القرمزي قدوم الطفل في الوقت الذي سبق المصير الحرج. كان كل ما يجب القيام به في ذلك الوقت هو إحضار سوزانا إلى مطعم ديكسي بيج من أجل أن تلد الطفل تحت رعاية رجال الملك القرمزي.
يلحق جيك وأوي والأب كالاهان سوزانا-ميا إلى مدينة نيويورك عام 1999 من أجل إنقاذ سوزانا من الخطر الذي وضعتها ميا فيه من خلال تسليمها إلى عهدة أتباع الملك القرمزي. بالإضافة إلى ذلك، يخشى الـ كا-تي إي تي من الخطر الذي يمثله الطفل نفسه على سوزانا، إذ إنها ما تزال غير مدركة للأصول البيولوجية لهذا الطفل، ويعتقدون أيضًا أنه قد يكون شيطانيًا بطريقة ما وقد تكون لديه القدرة على إيذاء الأم. أثناء وجوده في نيويورك، يخفي جيك وكالاهان أيضًا البلاك ثيرتين في خزانة في مركز التجارة العالمي. يشار في النص إلى تدمير البلاك ثيرتين أو دفنهم إلى الأبد عند تدمير الأبراج في هجمات 11 سبتمبر2001.

## وصلات خارجية
- The Dark Tower official website (requires أدوبي أنيميت 6)